# کشتن کمانداتور
کشتن کمانداتور (騎士団長殺し Kishidanchō-goroshi) رمانی به قلم هاروکی موراکامی، نویسنده ژاپنی، است که در سال ۲۰۱۷ منتشر شد. این رمان در دو جلد با عناوین «ایده به منصه ظهور می‌رسد» و «استعاره چموش» توسط نشر شینچوشا در ژاپن، به تاریخ ۲۴ فوریه ۲۰۱۷ منتشر شد. ترجمه انگلیسی آن توسط فیلیپ گابریل و تد گوسن توسط انتشارات آلفرد ای. کناف در آمریکا و انتشارات هارویل سکر در بریتانیا منتشر شد.
ناشر این کتاب اظهار داشت که ۱٫۳ میلیون نسخه برای چاپ اول ژاپن در نظر گرفته شده‌است.

## طرح
قهرمان داستان یک نقاش پرتره بدون نام است که همسرش در ابتدای کتاب او را ترک می‌کند. او که ضربه سختی از این جدایی خورده‌است، نقاشی پرتره را رها می‌کند و به یک سفر طولانی جاده ای می‌رود. در اثنای سفر جاده ای بی هدفش با زنی عصبی در یک ناهارخوری روبرو می‌شود که به نظر می‌رسد از شخصی فرار می‌کند. قهرمان داستان به این شک دارد که او در حال فرار از مردی است که هنگام غذا خوردن در نزدیکی آنها نشسته‌است. قهرمان اصلی این مرد را با نام مرد سوبارو فورستر سفید سوار خطاب قرار می‌دهد. این زن و قهرمان داستان در آخر به هتلی کوچک می‌روند و رابطه جنسی خشونت‌آمیزی برقرار می‌کنند. روز بعد، او بیدار می‌شود و زن دیگر از آنجا رفته‌است. او دوباره به ناهارخوری برمی گردد و مرد صاحب سوبارو فورستر سفید را می‌بیند و احساس می‌کند که مرد دقیقاً می‌داند چه کاری با این زن عصبی در هتل انجام داده‌است.
سفر جاده ای قهرمان داستان با خراب شدن ماشینش به پایان می‌رسد. او سپس به خانه دورافتاده پدر دوستش، توموئیکو آمادا، نقاش مشهور که به خانه سالمندان منتقل شده‌است، نقل مکان می‌کند. در آنجا در اتاق زیر شیروانی این خانه یک جغد شاخدار و یک نقاشی ناشناخته از توموهیکو آماده با عنوان «کشتن کمانداتور» کشف می‌کند که صحنه ای از اپرای Don Giovanni را به تصویر می‌کشد. راوی داستان برای تأمین هزینه‌های زندگی در آن منطقه به عنوان معلم هنر شروع به کار می‌کند. در همین حال، یک همسایه ثروتمند، واتارو منشیکی، مبلغ بسیار زیادی پول برای نقاشی پرتره به او پیشنهاد می‌کند که سرانجام حاضر به انجام این کار می‌شود. سرانجام او برخلاف تمام نقاشی‌هایی که قبلاً کشیده‌است، یک پرتره انتزاعی خلق می‌کند و در ادامه به او الهام می‌شود که پرتره ای هم از مرد صاحب سوبارو سفید را شروع کند.
یک شب او صدای زنگی را می‌شنود و برای یافتن منبع صدا، منشیکی را خبر می‌کند. صدای زنگ از انبوهی از سنگهای سنگین در پشت یک حرم در جنگل شنیده می‌شود. منشیکی یک گروه از کارگران ساختمانی را استخدام می‌کند تا سنگها را بردارند و در نهایت یک گودال ساخته شده توسط بشر را با دیواره‌های سنگی کشف می‌کنند. در گودال جز زنگوله ای باستانی چیزی وجود ندارد. با بهتر شدن رابطه آنها، منشیکی به نقاش افشا می‌کند که او خانه‌اش را برای پاییدن دختر نوجوان به اسم ماریه آکیگاوا خریده‌است و احساس می‌کند او دخترش است. ضمناً، منبع زنگ یعنی موجودی به نام «ایده» با ۶۱ سانتی‌متر درازا، و از لحاظ اندازه کپی کاراکتر کومنداتور (فرمانده) در نقاشی توموهیکو است. - کومنداتور و نقاش به خانه منشیکی می‌روند تا نقاشی تازه تکمیل‌شدهٔ او را ببیند (اگرچه منشیکی نمی‌توانست کومنداتور را ببیند). بعدها، منشیکی از نقاش درخواست می‌کند تا صورت ماریه را نقاشی کند که در کلاس او شاگرد است و منشیکی می‌تواند «تصادفی» او را ملاقات کند. نقاش شروع به نقاشی صورت ماریه و گودال می‌کند. او نقاشی مردی با سوبارو سفید را متوقف می‌کند چون احساس می‌کرد که نیرویی عجیب در درون نقاشی او را وادار به متوقف‌کردن نقاشی می‌کند. نقاشی مردی با سوبارو سفید را کنار دیوار می‌گذارد تا در مقابل چشمانش نباشد. در یکی از جلسه‌های نقاشی منشیکی با ماریه ملاقات می‌کند و شروع به ایحاد صمیمیّت با خاله ماریه می‌کند که بعد از مرگ ناگهای مادر او بخاطر نیش زنبور سرخ (زنبور گاوی) سرپرستی او را بر عهده گرفته بود و اکنون در کلاس‌های نقاشی شرکت می‌کند. بعدها ماریه گم می‌شود و بعدها مشخص می‌شود که او به منشیکی مشکوک شده بود و به خانه او رفته بود که ۴ روز در خانه حبس شده بود)
اهالی از یافتن ماریه ناامید شده بودند و احساس می‌کردند که ناپدیدشدن ماریه به تونل مربوط می‌شود. نقاش از کومنداتور می‌خواهد تا مکان ماریه را به او بگوید. کومنداتور جواب می‌دهد که اگر او حرفی بزند ماریه در دردسر بیشتری می‌افتد. کومنداتور می‌گوید که نقاش باید دعوت بعدی را بپذیرد که درهرصورت به سرنخی دربارهٔ مکان ماریه کمکی نخواهد کرد. نقاش دعوت او را مبنی بر ملاقات توموهیکو آمادا در خانه سالمندان می‌پذیرد. همان‌طور که در نفاشی توموهیکو آمده‌است، نقاش کومنداتور را با چاقوی ماهی‌بری می‌کشد. هنگامیکه کومنداتور را می‌کشد، دری به دنیای دیگر بوسیله صورت دراز (شخصیت دیگری در نقاشی) باز می‌شود و نقاش به دنیای زیرزمینی خیالی سفر می‌کند تا ماریه را نجات دهد. بعد از اینکه وارد دنیای زیرزمینی شد، برای چند روز در تونل به تله افتاد و منشیکی او را نجات می‌دهد. بالاخره دختر بدون آسیب از خانه فرار می‌کند. در انتهای داستان، او با همسر جداشده‌اش آشتی می‌کند که پا به ماه است و آنها همدیگر را سالها ندیده بودند.

## سانسور
در شهر هنگ کنگ چین، کتاب توسط دادگاه مطالب ناخوشایند طبقه‌بندی و جداسازی شد. براین اساس، ناشر حق پخش و فروش کتاب به افراد زیر ۱۸ سال را ندارد و باید هشدارهایی را در جلو و پشت جلد رمان حک کند. کتابخانه‌های عمومی حق اجاره/امانت کتاب به افراد زیر ۱۸ سال را ندارند. و اینکه کتاب از نمایشگاه کتاب هنگ‌کنگ جمع‌آوری شد.
اذهان عمومی نیز با استفاده از فرم‌های گوگل، بیانیه ای در فیس‌بوک توسط گروه «خانه ادبیات هنگ‌کنگ» پست کردند که توسط ۲۴ گروه نوشته شده بود. بیانیه اعلام داشت که تصمیم اتخاذ شده «شرم را به مردم هنگ کنگ بهمراه دارد» و هشدار داد که این تصمیم می‌تواند جایگاه بین‌المللی شهر را در بخشهای چاپ و فرهنگ متزلزل کند. در ۲۶ جولای ۲۰۱۸، ۲۱۰۰ نفر بیانیه را امضاء کرده بودند.

## ترجمه در ایران با عناوین مختلف
یک ترجمه فارسی از این اثر در سال ۱۳۹۸ با عنوان «کشتن شوالیه دلیر» با ترجمه فروزنده دولتیاری از نشر جامی و ترجمه جدیدی با عنوان «مردی که می‌خواست پرتره نیستی را بکشد» با ترجمه اسدالله حقانی از نشر ثالث در سال ۱۴۰۰ منتشر شده‌است.

## بخش‌هایی از کتاب
وقتی به گذشته بازمی‌گردم، می‌بینم عجب زندگیِ اسرارآمیز و عجیبی داشته‌ایم؛ زندگی‌ای پر از تصادف‌های عجیب و باورنکردنی و سِیرهای غیرقابل‌پیش‌بینی و پرپیچ‌و‌خم. وقتی این اتفاقات در حال روی‌دادن هستند، هرقدر هم که دقیق و ریزبینانه به اطرافت نگاه کنی، باز هم به‌سختی می‌توانی چیزِ عجیبی در آن رخدادها پیدا کنی. در بحبوحۀ روزمرگی، شاید این چیزها برایت معمولی و بدیهی به نظر برسند؛ شاید هم برایت منطقی نباشند؛ اما باید زمان بگذرد تا بتوانی بفهمی چیزی واقعا منطقی هست یا نه.
- از ترجمه اسدالله حقانی

## واکنش‌های انتقادی
— سیستم جمع‌آوری نقد در وبسایت بوک مارکس گزارش کرد که ۳۶ درصد از منتقدان کتاب را تحسین و ۱۴ درصد آن را متوسط می‌دانند. براساس ۲۲ نقد از منتقدان، ۵۰ درصد رای مثبت (۲۷ درصد) و «مثبت-منفی» (۲۳ درصد) داده‌اند.
— برادلی بابِندیر از روزنامه آنلاین The A.V. Club کتاب را بخاطر نداشتن انرژی خاص انتقاد می‌کند که سایر آثار موراکامی داشتند و اینکه «تلاش او برای کشف فرایند هنری متأسفانه عاری از بینش است».
بردلی بابندیر از باشگاه AV این کتاب را به دلیل فقدان «انرژی خاص» که از طریق دیگر داستان‌های تأثیرگذار موراکامی دیده می‌شود، مورد انتقاد قرار داد و «متأسفانه، تلاش او برای کشف روند هنری فاقد بینش است».
— هاری کونزو از روزنامه نیویورک تایمز داستان را شامل «رازهای جالب و آینده‌دار» می‌داند اما «این حس وجود دارد که نویسنده یک مشت ایده داشته و آنها را روی دیوار پرتاب می‌کند به امید آنکه آنها به هم جوش بخورند». و درپایان «کشتن کومنداتور» را یک «غول بزرگ» می‌داند و «ناامیدی برای نویسنده‌ای که کارهای بسیار خوبی در گذشته انجام داده‌است».
— راندی روزنتال در روزنامه نقد کتاب لوس آنجلس رمان موراکامی را تحسین کرده‌است و می‌نویسد که «کتاب دربارهٔ استعاره‌ها و ایده‌هایی است، از جمله زنگ در زیرزمین، انیمه‌سازی انسانهای ۷۰ سانتی‌متری، با داشتن آرزوهای ناخوشایند که به سادگی می‌توانند (به زندگی انسان) تجاوز کنند و موارد زیاد دیگر. موراکامی به ما یادآوری می‌کند که جهان بیشتر از آنچه ما فکر می‌کنیم مسحورکننده است».